# Emmanuelle
Emmanuelle là nhân vật chính trong một loạt các bộ phim khiêu dâm nhẹ Pháp dựa trên một nhân vật được tạo ra bởi Emmanuelle Arsan trong tiểu thuyết Emmanuelle (1959). Chỉ có những bộ phim và các tập phim được sản xuất bởi các ASP ("Alain Siritzky Productions") công ty điện ảnh là chính thức và theo tính cách của Arsan.
Vào cuối thập niên sáu mươi, cuốn Emmanuelle được xuất bản ở Pháp và gây sôi nổi trong dư luận rộng lớn. Lý do chính không phải vì tác giả cuốn này, Emmanuelle Arsan, là một phụ nữ mà lại đi viết truyện dâm tình. Nước Pháp vốn có truyền thống tự do tư tưởng và thái độ phóng khoáng trong cuộc sống, phụ nữ có đi viết dâm thư thì cũng chỉ là chuyện thường thôi.
Lý do làm cuốn Emmanuelle nổi tiếng phức tạp hơn nhiều. Lý do thứ nhất là tại từ trước đến giờ đa số dâm thư đều do đàn ông viết theo cảm quan và thân xác của nam iới. Lần này Emmanuelle Arsan viết theo cảm quan và thân xác nữ giới - dĩ nhiên là phải khác.
Lý do thứ hai có nguyên nhân văn hóa văn minh. Trong các xã hội phụ hệ của thế giới) hiện tại, người đàn bà thường được giản lược vào hai hình ảnh, hai chức năng: hình ảnh thứ nhất là một thánh nữ trên bục cao, hoàn toàn trong sạch, bước xuống bục đi lấy chồng chỉ cốt để đẻ con; hình ảnh thứ hai là làm gái điếm, làm một dụng cụ để thỏa mãn dục tình cho đàn ông. Tác giả Emmanuelle Arsan không chịu như vậy. Bà chủ trương rằng người đàn bà cũng là một con người, cũng là một chủ thể tính dục, nghĩa là cũng có nhu cầu nhục tình cần phải được thôa mãn, và có quyền được thoả mãn - như đàn ông vậy. Nói một cách khác, người phụ nữ không những bình đẳng với đàn ông về phương diện chính trị, kinh tế.. mà còn phải được bình đẳng trong cả địa hạt tình dục nữa.
Bởi tất cả các lý do trên, cuốn Emmanuelle được hoan nghênh nhiệt liệt và được quay thành phim rất nhanh, không phải là một phim mà là nhiều phim, tất cả đều bắt đầu bằng chữ Emmanuelle. Tài tử chính là Sylvia Kristel. Các phim loại này được khán giả hoan nghênh đến độ giới điện ảnh của Mỹ phải tạo ra một cô Emmanuelle Đen để sản xuất một loạt phim nữa cho riêng mình. Tài tử chính là cô gái da nâu Samper.
Trong phim đầu tiên quay sát cốt truyện nhất, nhạc đệm đã hay đến độ được tách ra làm tape nhạc riêng phổ biến trên thị trường âm nhạc. Một nhạc sĩ Việt Nam đã dịch ra lời Việt để thành một băng nhạc riêng khá phổ biến trong cộng đồng Việt Nam trong thập niên tám mươi.